# Megliadino San Fidenzio
Megliadino San Fidenzio là một đô thị thuộc tỉnh Padova vùng Veneto, located about 70 km về phía tây nam của Venezia và cách khoảng 35 km về phía tây nam của Padova. Tại thời điểm ngày 31 tháng 12 năm 2004, đô thị này có dân số 1.884 người và diện tích 15,6 km².
Megliadino San Fidenzio giáp các đô thị: Casale di Scodosia, Megliadino San Vitale, Montagnana, Saletto, Santa Margherita d'Adige.